# Kartex
Kartex var ett svenskt datorprogram för hantering av kartor i digitalt format. 
Programmet togs fram av Lantmäteriet och distribueras tillsammans med Lantmäteriets kartor i digitalt format (terrängkarta, vägkarta, etc.). Kartex fanns för Microsoft Windows (versionerna 98, NT, ME, 2000, XP, Vista och 7). För handdatorer fanns dessutom Pocket Kartex för Pocket PC och Windows Mobile.
Själva datorprogrammet var gratis och var fritt nedladdningsbart från Lantmäteriets webbplats. 
Kartex använde Lantmäteriets proprietära kartformat RIK. Detta format kan även läsas av programmen QGIS och Fugawi.
Riksdagen beslöt 2005-11-25 att Lantmäteriet ska upphöra med att utveckla programvara för marknadens behov . Sedan den 1 oktober 2015 tillhandahåller Lantmäteriet inte längre programvaran Kartex och RIK-formatet.